# Осада Самарканда (1507)
Осада Самарканда (1507) — вооружённое противостояние Казахского ханства и Бухарского ханства.

## Оценка источника
Единственным источником по этому событию является исторический роман XVII века - «Аламара-йе Шаха Исмаила». Американский крупный востоковед Роберт Макчесни писал: "Произведение, также опубликованное под названием «Аламара-йе Сафави», представляет собой исторический роман составленный в конце XVII века. Он основан на народной, вероятно, устной, традиции исторического повествования. Как исторический источник, «Аламара-йе Шаха Исмаила» следует рассматривать с большой осторожностью. Хронология, например, не имеет большого значения для структуры произведения. В книге описываются мифические, легендарные и идеологические качества сефевидского образца, а не объективная последовательность фактических событий.
Историк-источниковед Атыгаева и его соавтор подчеркивали: «Разумеется, мы не утверждаем, что все сведения источника абсолютно достоверны, и в дальнейшем предстоит изучить степень их аутентичности, сравнив их с материалами других источников».

## Предыстория
После получения ранения в битве при Ташкенте Абулхаир-султан не стал преследовать Мухаммеда Шейбани. Спустя некоторое время он с войском отправился в сторону Дешт-и-Кипчака, где доложил своему отцу, Касым-хану, обо всём произошедшем.
В 1507 году, после овладения Гератом, Мухаммед Шейбани был провозглашён в соборной мечети города как «имам времени и наместник Всемилостивого». В эти же дни он начал денежную реформу, запустив массовую чеканку серебряных монет с собственным именем. Подобные действия вызвали гнев Касым-хана, который, по-видимому, ожидал от Шейбани-хана соблюдения прежних договорённостей.
Когда Абулхаир-султан к этому времени уже оправился от ранения, он по приказу отца вновь собрал многочисленную армию и выступил в сторону Самарканда. Известие о наступлении быстро достигло Мухаммеда Шейбани, находившегося в это время в Хорасане.
Оказавшись в сложной ситуации, он говорил: 

«Если я сниму осаду с этой крепости и отступлю, кызылбаши перестанут со мной считаться. Но если останусь — взять эту крепость будет трудно, а Абу-л-Хайр-хан тем временем разорит весь Туркистан»
 Таким образом, Шейбани оказался между двумя угрозами — с юга со стороны кызылбашской армии Сефевидов и с севера от казахов, приближавшихся к Самарканду. Получив передышку, он принял решение выступить навстречу казахскому войску.

## Силы сторон
Персидский источник не приводит точных данных о численности войск, однако описывает казахское войско как «несметное войско» и «многочисленное степное войско». Судя по всему, автор не посчитал нужным уточнять численность сторон, поскольку дело не дошло до открытого сражения — противостояние завершилось мирным соглашением.

## Ход битвы
Вскоре Шейбани-хан получил тревожное известие о приближении казахских войск:
«В это время ему (Шейбани-хану) донесли, что Абу-л-Хайр-хан находится уже в пяти переходах от Самарканда». В панике он поспешно вернулся в крепость, приказал укрепить ворота земляными насыпями и приготовился к осаде. Тем временем Абулхаир-султан со своим «несметным войском» расположился лагерем у стен города.
Шейбани-хан созвал совет с узбекскими старейшинами, задав вопрос:

«Что же предпочтительнее: дать сражение Абулхаиру или заключить с ним мир?»
После обсуждения было решено, что мир будет предпочтительнее войны. Тогда Шейбани-хан сказал:

«Ступайте к Абулхаиру и поговорите с ним о мире. Если он согласится заключить мир — сообщите мне, если же нет — будем готовиться к бою»
Парламентарий прибыл к Абулхаир-султану и передал предложение о мире. Абулхаир ответил следующее:

«Вы с нашим отцом, старшим ханом, договаривались, что, если станете государем Туркистана, то будете чеканить монету с его именем и в пятничной молитве упоминать его имя прежде своего. Вы нарушили это условие и сошли с праведного пути. Но если теперь вы стремитесь к миру, вам следует лично прибыть ко мне и подтвердить прежние условия. В том числе — обязаться ежегодно посылать определённые подношения ко двору старшего хана [Касыма-хана] и ради его спокойствия признавать его верховным государем всего Туркистана. А если у вас случится распря или война, то ответ за старшим ханом»
Илчи вернулся к Шейбани-хану и передал ему всё, что сказал Абулхаир-султан. Шейбани-хан согласился на встречу и переговоры. В результате стороны возобновили прежние договорённости, после чего Абулхаир-султан откочевал в Багланскую степь (Дешт-и-Кыпчак). Таким образом, Шейбани снова пообещал отчеканить на монетах имя Касым султана, читать молитвы с упоминанием его имени, а также ежегодно присылать подношения ко двору казахского правителя. Абулхаир-султан удовлетворился данным обязательством.

## Итоги
- Мирный договор был заключён между обеими сторонами[4][3].
- Возобновлены прежние договорённости, достигнутые при Касым-хане.
- Status quo: Шейбани-хан сохраняет контроль над Мавераннахром и, в случае войны, вправе рассчитывать на поддержку со стороны степного хана[4].
- Казахский же хан дальше удерживает Ташкент, присырдарьинские города (хотя борьба за них продолжалась) и степью, а также формально признаётся верховным государем всего Туркестана (Мавераннахра)[4].
- Оба войска отступают, не вступив в бой.